# 菅田將暉
菅田將暉（日语：／ Suda Masaki；1993年2月21日—），日本男藝人，出身自大阪府箕面市，所屬經紀公司為TOP COAT。亦跨足音樂界向影視歌三棲發展。其妻為演員小松菜奈、其弟為日本Youtuber兼創作歌手菅生健人。

## 經歷
國中開始便常在路上被星探搭話，2007年報名參加Amuse舉辦的甄選會，入圍最後三十名。
2008年，高一的菅田將暉參加第21屆JUNON SUPER BOY選拔賽，入圍最終十三名。
2009年，菅田獲起為朝日電視台特攝劇《假面騎士W》的主角之一「菲利浦」（フィリップ），得以初次參演電視劇。假面騎士W是系列中首名須由二人一同變身的假面騎士，故主角有兩人。另一名主角是飾演「左翔太郎」，比菅田年長8歲的桐山漣。當時16歲的菅田是假面騎士系列中最年輕的主角，因此被傳媒稱為「史上最年輕騎士」（史上最年少ライダー）。此後亦出演了《假面騎士×假面騎士W & Decade Movie大戰2010》、《假面骑士W剧场版 A to Z 命运的Gaia Memory》等多部假面騎士電影。
《假面騎士W》結束後，菅田開始參與其他電視劇的演出。2010年至2011年期間，他參演了《教我愛的一切》、《獸醫杜立德》、《唐吉訶德》等多套電影劇。其中他在TBS電視劇《逃亡～為了所愛的你》中飾演冤枉入獄的囚犯，因此剪短頭髮至6毫米。電影方面他亦在2010年出演了首部假面騎士系列以外的電影——漫畫改編電影《高校出道》，在戲中飾演跟主角是好朋友的草食系男子。
2012年他除了參與阿部寬主演的《麒麟之翼 〜劇場版·新参者〜》外，更初次主演電影《國王和我》。他在《國王和我》中將頭髮染成金色。此外，他亦在同年電視劇《Summer Rescue～天空的診療所～》中飾演常規角色。起用菅田的志村彰製作人指「在這部作品中菅田將暉會跟至今的角色有相當大的差異，值得注目」。在2013年菅田接連主演兩套電影《相殘/共食家族》（共喰い）和《男子高中生的日常》。
2014年參與晨間劇《多謝款待》，飾演杏與東出昌大的兒子泰介，以其純樸正直的好青年形象，逐步建立起全國性的知名度；12月出演電影《海月姬》，在戲裏穿上女裝。菅田為了飾演這個時以女裝登場的角色減重15~16kg，透過控制飲食和睡眠來保持身形。
2015年7月初次主演民間電視台連續劇《民王》，與遠藤憲一雙掛主演。 ；9月起在au手機廣告中飾演「小鬼」（鬼ちゃん）一角，大受歡迎，因此爆紅，也因其獨特的穿搭品味，深獲年輕人喜愛，而成為時尚雜誌常客，人氣居高不下。
以多產著稱，2016年出演9部電影、5部電視劇、8支廣告，被票選為2016年度爆紅男演員第1名（2015年為第二名）。2017年被Vivi雜誌票選為國寶級美顏男星第一名（2016年為第二名）。2017年4月3日開始主持廣播節目「菅田將暉的All Night Nippon」。2017年菅田將暉憑《啊，荒野》擊敗了大泉洋、藤原龍也、岡田准一、佐藤健四位前輩勇奪第41屆日本奧斯卡最佳男主角獎，以25歲之齡成為2001年窪塚洋介以外史上第二年輕的影帝。他之前已憑該作奪得每日電影獎、電影旬報獎、報知電影獎的最佳男主角。
音樂方面，2016年踏入歌唱領域，演唱au廣告曲「未曾見過的景色」為日本足球隊應援。2017年主演GReeeeN傳記電影《奇迹~那时的普通人~》組成greenboys （页面存档备份，存于）獻聲；10月更與米津玄師合作「灰色與青」，MV公開後一天便突破百萬人次點閱率，2019年3月9日播放次數突破1億次、2021年1月23日播放次數突破2億次。前後多為電影、電視劇、動畫演唱主題曲，樂壇人氣勢不可擋。2019年與米津玄師合作《找錯遊戲》登上各大音樂榜單第一名，2019年末（26歲）首次登上NHK電視台的《第70回NHK紅白歌合戰》演唱。
2021年11月15日，所屬事務所宣布與小松菜奈結婚。2022年4月下旬於北海道函館秘密舉行婚禮（函館為夫妻倆共同代表作《糸》的拍攝地）。

## 人物
- 藝名主要偏重筆劃數，將暉的暉是閃耀的意思，菅田表示藝名讓他在工作和私人狀態有了切換，工作時能意識到自己處在明亮的聚光燈下[16]
- 出道前夢想當數學老師
- 家中長子，有兩個弟弟，健人和新樹（一個小四歲、一個小七歲），兄弟關係很好
- 高中時代被同學暗地裡稱作王子
- 高中社團參加美式足球（橄欖球）社
- 從小練習彈鋼琴、喜歡在人前唱歌
- 喜歡洋服和古着（二手衣）、服裝品味獨特，會製作服裝，曾做米老鼠的洋裝給小栗旬的女兒
- 興趣及特長是跳舞、吉他、漫畫（一有空就泡在漫畫咖啡店）、泡湯（一週泡三、四次）
- 熱愛搞笑節目，睡前必看，搞笑團體Downtown的超級粉絲，初次在節目裡見面時激動得淚流不止
- 酒量差，一杯即倒；愛喝牛奶，喜歡牛奶配飯
- 友人：仲野太賀 、若葉龍也、二階堂富美、山崎賢人、山田孝之、小栗旬、米津玄師
- 遠藤憲一評「菅田將暉是20代演員中最具感性和能挖掘深層演技的少有演員，也是我尊敬的演員之一」[17]
- 長岡電影節點評：在失序男孩裡的菅田將暉被評價為「表演最為細膩的年輕演員」
- 專欄評論家中森明夫讚賞「無論是電視劇中的不良少年，還是文學作品改編的電影角色，菅田演技的跨越幅度相當廣泛，是連男人也能征服的男子啊」[18]
- 《啊，荒野（日语：あゝ、荒野）》雙主演搭檔梁益準評價菅田「菅田演新次的表現很好，劇中他如深山野猿般，有很鮮活生動的情感，只要捕捉到他的感情我就能化身為角色做出相應反應。但拍動作戲時，他不再是猿而是像猛虎一樣。菅田真是表現力非常豐富的演員，是男人中的男人！」[19]
- 《太郎大笨蛋》導演大森立嗣讚賞「菅田將暉比任何人都要認真，但從來不會得意忘形」[20]
- 攝影師鈴木心讚美菅田「演員不僅要扮演好角色，也要與周圍的人保持平衡，有時還要發揮向心力。說到如此現代派演員中的演員，我真心想推菅田將暉」

## 獎項
2013年度
- 第37回 日本電影金像獎 新人演員獎（《共喰い》）[21]

2014年度
- 第81回 日劇學院賞 男配角獎（《死神君》）[22]
- 第6回 TAMA電影獎（日语：TAMA映画賞） 最優秀新進男演員獎（《陽光只在這裡燦爛（日语：そこのみにて光輝く）》、《男子高中生的日常》、《向陽處的她》、《黑金丑島君 Part2》）[23]
- 第29回 高崎電影獎（日语：高崎映画祭） 最優秀男配角獎（《陽光只在這裡燦爛（日语：そこのみにて光輝く）》）
- 第10回 大阪電影節 男配角獎（《海月姬》、《陽光只在這裡燦爛（日语：そこのみにて光輝く）》、《黑金丑島君 Part2》）
- 第19回 日本網路電影大獎 男配角獎（《海月姬》、《陽光只在這裡燦爛（日语：そこのみにて光輝く）》、《黑金丑島君 Part2》、《共喰い》）
- 2014年度 全国映連賞 男演員獎（《陽光只在這裡燦爛（日语：そこのみにて光輝く）》）
- 第24回 日本電影影評人大獎 男配角獎（《陽光只在這裡燦爛（日语：そこのみにて光輝く）》、《海月姬》）

2015年度
- 第1回 Oricon CONFiDENCE日劇大獎 男主角獎（《民王》）[24]

2016年度
- 第40回 エランドール賞新人獎
- 第11回 GQ JAPAN GQ MEN OF THE YEAR 2016
- 第45回 Best Dresser大賞娛樂部門賞[25]
- 第38回 橫濱電影節 男配角獎（《失序男孩（日语：ディストラクション・ベイビーズ）》）[26]
- 第26回 東京體育映畫祭 男配角獎（《失序男孩（日语：ディストラクション・ベイビーズ）》）
- 第26回 日本電影professional大賞(日pro) 男主角獎（《瀨戶內海》、《溺水小刀》）

2017年度
- 第42回 報知電影獎 男主角獎（《奇蹟》、《帝一之國》、《啊，荒野》、《火花》）
- 第30回 日刊體育電影大獎 男主角獎（《啊，荒野》、《奇蹟》、《帝一之國》、《火花》）
- Twitter JAPAN 2017年最熱演員標籤排名 1位 [27]
- 第91回 電影旬報best 10 男主角獎（《奇蹟》、《帝一之國》、《啊，荒野》、《火花》）
- 第41回 日本電影學院獎(日本奧斯卡) 最優秀男主角獎（《啊，荒野》前篇）
- 第41回 日本電影學院獎(日本奧斯卡) 話題賞最佳演員獎（《帝一之國》）
- 第72回 每日電影獎 男主角獎（《啊，荒野》）
- 第23回 AMD Award(Digital Contents of the Year '17) 優秀獎以及AMD理事長獎（《啊、荒野》）
- 第22回 日本網路電影大獎 男主角獎（《奇蹟》、《銀魂》、《帝一之國》、《啊，荒野 前/後篇》、《火花》）[28]

2018年度
- 2018年度 大阪電影節 男主角獎（《啊，荒野》、《帝一之國》、《火花》）
- 第32回 日本金唱片大獎 年度best5新人歌手 [29]
- SPACE SHOWER MUSIC AWARDS 2018 BEST COLLABORATION ARTIST 米津玄師（《灰色と青(+菅田將暉)》） [30]
- 第68回 文部科學大臣獎（日语：芸術選奨新人賞） 藝術選獎 電影部門新人獎（《啊、荒野》） [31]
- 第31回 DVD&動畫配信Data大賞Best藝人獎
- Filmarks 2018年上半年演員人氣排行榜 國內演員3位 [32]
- LINE MUSIC 2018年上半年排行榜 最支持歌曲1位、BGM排行1位、區域排行全區域1位、各年代排行1位，計4冠（《永別輓歌（日语：さよならエレジー）》）[33]
- 樂天音樂3周年記念 New comer artist ranking 1位、循環播放最多8位（《未曾見過的景色（日语：見たこともない景色）》）[34]
- 第13回 Oricon CONFiDENCE日劇大獎 男主角獎（《dele》）[35]
- 銀河賞 9月月間獎（《dele》）[36]
- Billboard JAPAN HOT 100 2018 9位（《永別輓歌（日语：さよならエレジー）》）[37]
- JOYSOUND（日语：JOYSOUND）排行榜 2018年最熱門發售曲 2位（《永別輓歌（日语：さよならエレジー）》）[38]
- ORICON NEWS 2018年熱門網路新聞排行榜 2位（222次登上網路新聞）[39]
- YouTube Japan 2018年日本最流行音樂類視頻榜單 3位（《永別輓歌（日语：さよならエレジー）》）[40]
- LINE MUSIC 2018年度排行榜 1位（《永別輓歌（日语：さよならエレジー）》）[41]
- 2018年 CONFiDENCE日劇大獎 年度最佳男主角（《dele》）[42]
- 第22回 日刊體育日劇大賞(GP) 冬季日劇 最佳男主角獎（《3年A班-從此刻起，大家都是我的人質-》）
- 第27回 橋田獎 橋田獎（《致命之吻》、《dele》）
- 第56回 銀河賞 個人獎（《3年A班-從此刻起，大家都是我的人質-》、《dele》、《菅田將暉TV》）

2019年度
- 第100回 日劇學院賞 最佳男主角獎（《3年A班-從此刻起，大家都是我的人質-》)
- 2019年上半年電視廣告播放次數排行榜 男性部門 1位（6217次/10萬3845秒）[43]
- MTV VMAJ2019 WINNER  最優秀POP Video獎（《找錯遊戲（日语：まちがいさがし (菅田将暉の曲)）》）[44]
- Filmarks 2019年上半年演員人氣排行榜 國內演員1位 [45]
- 第101回 日劇學院賞 最佳主題曲獎（《找錯遊戲（日语：まちがいさがし (菅田将暉の曲)）》）
- 東京國際戲劇節2019 男主角獎（《3年A班-從此刻起，大家都是我的人質-》)[46]
- 第61回 日本唱片大獎 特別獎[47]
- Modelpress 最佳 Artist 2019（讀者票選/總投票數約5萬8000票）[48]
- Billboard JAPAN HOT 100 2019 6位（《找錯遊戲（日语：まちがいさがし (菅田将暉の曲)）》）
- mora 2019年榜 單曲排行 6位（《找錯遊戲（日语：まちがいさがし (菅田将暉の曲)）》）
- LINE MUSIC 2019年榜 綜合排行4位、BGM排行3位（《找錯遊戲（日语：まちがいさがし (菅田将暉の曲)）》）
- YouTube Rewind 音樂動畫2019年榜 3位（《找錯遊戲（日语：まちがいさがし (菅田将暉の曲)）》）
- Apple Music 2019 TOP100歌曲 9位（《找錯遊戲（日语：まちがいさがし (菅田将暉の曲)）》）、19位（《永別輓歌（日语：さよならエレジー）》）
- RecoChoku 2019年榜 歌手排名5位，單曲排行2位（《找錯遊戲（日语：まちがいさがし (菅田将暉の曲)）》），綜合TOP50排行榜：綜合4位（《找錯遊戲（日语：まちがいさがし (菅田将暉の曲)）》）、35位（《永別輓歌（日语：さよならエレジー）》）、40位（《灰色と青(+菅田將暉)》）
- 2019 KKTV年度日劇大賞 年度最佳男主角（《3年A班-從此刻起，大家都是我的人質-》)

2020年度
- 第43回 日本電影學院獎(日本奧斯卡) 優秀男主角獎（《阿基米德大戰》）
- 第27屆 讀賣舞台劇大獎 杉村春子獎(新人獎)、優秀男演員獎（《CALIGULA》）[49]
- 第34回 日本金唱片大獎 Best 5 Songs by download（《找錯遊戲（日语：まちがいさがし (菅田将暉の曲)）》）[50]

2021年度
- 第44回 日本電影學院獎(日本奧斯卡) 優秀男主角獎（《糸》）
- 2021年 日本民間放送聯盟獎 優秀電視劇獎（《喜剧开场》）
- SPACE SHOWER MUSIC AWARDS 2021 BEST COLLADADION ARTIST [51]
- 微博星耀盛典 星耀名人堂(日本)[52]
- 第13回 TAMA電影獎 最優秀男演員獎（《花束般的戀愛》、《CHARACTER》、《電影之神》、《淺田家！》）[53]
- 2021年 國際電視節:東京電視大獎 優秀獎（《喜剧开场》、《MIU404》）
- 第34回 小學館DIME趨勢大獎 話題人物獎

2022年度
- Modelpress 時尚便裝男藝人TOP1（讀者票選/802票/總投票數約5935票）[54]
- 第45回 日本電影學院獎(日本奧斯卡) 優秀男主角獎（《花束般的戀愛》）
- 第45回 日本電影學院獎(日本奧斯卡) 話題賞最佳演員獎（《花束般的戀愛》）
- 第111回 日劇學院賞 最佳男主角獎（《勿說是推理》)
- 2022年上半年電視劇滿意度 第一名（《勿說是推理》)，統計期間/2022年1月11日~6月30日[55]

## 戲劇作品

### 電影
| 年份          | 播出日期           | 電視台           | 戲劇名稱                                          | 演出角色                         | 備註                  |
| ------------- | ------------------ | ---------------- | ------------------------------------------------- | -------------------------------- | --------------------- |
| 2009年-2010年 | 9月6日－8月29日    | 朝日電視台       | 假面騎士W                                         | 菲利普(園咲來人)/假面騎士W(聲演) | 與桐山漣雙主演        |
| 2010年        | 7月10日－9月18日   | TBS              | 震撼鮮師                                          | 坂本洋平                         |                       |
| 2010年        | 10月17日－12月19日 | TBS              | 獸醫杜立德                                        | 土門順平                         |                       |
| 2011年        | 1月17日－3月28日   | 富士電視台       | 教我愛的一切                                      | 平崗直輝                         |                       |
| 2011年        | 7月9日－9月24日    | 日本電視台       | 唐吉訶德                                          | 明石一哉                         | 第5集-第10集          |
| 2011年        | 9月14日－9月16日   | TBS              | 初戀の味                                          |                                  |                       |
| 2011年        | 10月27日－12月22日 | TBS              | 逃亡～為了所愛的你                                | 加賀美瞬                         |                       |
| 2012年        | 3月11日            | TBS              | 命運之人                                          | 弓成洋一(青年期)                 | 第9集                 |
| 2012年        | 4月5日             | TBS              | 黑板～與時代戰鬥的教師們～第1夜                   | 松村秀雄                         |                       |
| 2012年        | 5月7日             | TBS              | 宮部美幸4周連續SP第1夜 理由                       | 寶井康隆                         |                       |
| 2012年        | 7月8日－9月23日    | TBS              | Summer Rescue～天空的診療所～                     | 木野憲太                         |                       |
| 2012年        | 8月13日            | 富士電視台       | 多金社長小資女                                    | 酒井貴宏                         | 第6集                 |
| 2012年        | 8月1日－10月1日    |                  | 東野圭吾戲劇系列「笑」第2笑：獻給某位老爺爺的線香 | 爺爺(青年期)                     |                       |
| 2012年        | 8月18日            | 富士電視台       | 真實的恐怖故事 夏天的特別編2012 某夏天的事情      | 島津康太                         |                       |
| 2012年        | 11月29日           | TBS              | Resident～實習醫生5人組                           |                                  | 第7集                 |
| 2012年        | 11月30日           | 富士電視台       | 惡黨                                              | 早見剛                           |                       |
| 2013年        | 1月4日             | 關西電視台       | 一家團聚                                          | 矢澤英吉                         |                       |
| 2013年        | 1月19日－3月23日   | 日本電視台       | 不准哭，小原                                      | 阿宏                             |                       |
| 2013年        | 4月13日－6月22日   | 日本電視台       | 35歲的高中生                                      | 土屋正光                         |                       |
| 2013年        | 11月30日           | 關西電視台       | YOU 迴聲音樂同好會                                | 松戸幸四郎                       |                       |
| 2014年        | 1月27日－3月29日   | NHK              | 多謝款待                                          | 西門泰介                         | 第17週(97集)起        |
| 2014年        | 4月19日            | NHK BS Premium   | 多謝款待SP                                        | 西門泰介                         |                       |
| 2014年        | 4月18日－6月20日   | 朝日電視台       | 死神君                                            | 惡魔                             | 第3集起               |
| 2015年        | 1月15日－3月19日   | 富士電視台       | 問題餐廳                                          | 星野大智                         |                       |
| 2015年        | 1月17日            | NHK              | 20歳和1隻狗                                       | 藤原理人                         | 主演                  |
| 2015年        | 1月18日－2月15日   | WOWOW            | 綁匪的女兒                                        | 武藤俊治                         |                       |
| 2015年        | 5月30日－8月1日    | NHK              | 好想吃什錦麵                                      | 佐野雅志                         | 主演                  |
| 2015年        | 7月24日－9月18日   | 朝日電視台       | 民王                                              | 武藤翔                           | 主演                  |
| 2015年        | 8月17日－8月21日   | NHK              | 我是那個                                          | 某男                             | 主演                  |
| 2015年        | 11月22日           | 日本電視台       | 小岩青春物語~攜手走過的街角                       | 明石家秋刀鱼                     | 主演                  |
| 2016年        | 1月23日            | NHK BS Premium   | 江戶川亂步短篇集-1925年的明智小五郎 第2集心理測驗 | 蕗谷清一郎                       |                       |
| 2016年        | 4月11日－6月13日   | 富士電視台       | Love Song                                         | 天野空一                         |                       |
| 2016年        | 4月15日            | 朝日電視台       | 民王SP~新的陰謀~                                  | 武藤翔                           |                       |
| 2016年        | 9月8日             | Amazon Prime影音 | 宇宙的工作                                        | 三島                             |                       |
| 2016年        | 9月16日            | hulu網路劇       | 死亡筆記本：決戰新世界                            | 紫苑優輝                         | 主演                  |
| 2016年        | 10月5日－12月7日   | 日本電視台       | 校對女王                                          | 折原幸人                         |                       |
| 2016年        | 10月7日            | 東京電視台       | 勇者義彥和被引導的七人                            | 盜賊A                            | 第1集                 |
| 2017年        | 3月18日            | 日本電視台       | 中年超人左江內氏                                  | 搶匪                             | 第10集最終回          |
| 2017年        | 4月28日            | 富士電視台       | 帝一之國~學生街的咖啡館~                          | 赤場帝一                         | 第5集                 |
| 2017年        | 4月29日            | 富士電視台       | 世界奇妙物語17年春季特別篇 變色龍演員             | 工藤圭太                         | 主演                  |
| 2017年        | 6月16日            | NHK              | LIFE!~人生に捧げるコント~ 悲傷之丘                |                                  |                       |
| 2017年        | 9月20日            | 日本電視台       | 特別劇「校對女王VS時尚惡魔」                                        | 折原幸人                         |                       |
| 2017年        | 9月24日－12月17日  | NHK              | 女城主 直虎                                       | 虎松→井伊直政                    | 第38集起              |
| 2018年        | 1月7日－3月11日    | 日本電視台       | 致命之吻                                          | 春海一德                         | 友情出演              |
| 2018年        | 7月27日－9月14日   | 朝日電視台       | dele                                              | 真柴祐太郎                       | 與山田孝之雙主演      |
| 2018年        | 7月20日－          | au videopass配信 | dele.document(dele拍攝花絮)                       | 真柴祐太郎                       | 與山田孝之雙主演      |
| 2018年        | 10月1日－3月30日   | NHK              | 萬福                                              | 東太一                           | 第12週(67回)起        |
| 2019年        | 1月6日－3月10日    | 日本電視台       | 3年A班-從此刻起，大家都是我的人質-                | 柊一颯                           | 主演                  |
| 2019年        | 3月10日            | hulu網路劇       | 3年A班-從現在起是只屬於大家的畢業禮-前篇          | 柊一颯(聲演)                     |                       |
| 2019年        | 3月17日            | hulu網路劇       | 3年A班-從現在起是只屬於大家的畢業禮-後篇          | 柊一颯                           |                       |
| 2019年        | 6月25日            | 富士電視台       | 完美世界                                          |                                  | 第10集最終回          |
| 2020年        | 7月10日－9月4日    | TBS              | MIU404                                            | 久住                             | 第3、7、9－11集       |
| 2021年        | 4月17日－6月19日   | 日本電視台       | 喜劇開場                                          | 高岩春斗                         | 主演，群像劇          |
| 2022年        | 1月9日－5月22日    | NHK              | 鎌倉殿的13人                                      | 源義經                           | 大河劇                |
| 2022年        | 1月10日－3月28日   | 富士電視台       | 勿說是推理                                        | 久能整                           | 主演                  |
| 2022年        | 11月5日            | 朝日電視台       | Japanese Style                                    | 小野亮一郎                       | 第3集                 |
| 2023年        | 9月9日             | 富士電視台       | 勿說是推理 特別篇                                 | 久能整                           | 主演                  |
| 2023年        | 12月20日           | 東京電視台       | THE TRUTH                                         | 菅田將暉                         | 第3集                 |
| 2024年        | 4月5日             | Netflix          | 寄生獸：灰色部隊                                  | 泉新一                           | 第6集最終回。首部韓劇 |
| 2025年        | 7月31日            | Netflix          | 玻璃之心-Glass Heart                              | 真崎桐哉                         |                       |

| 年份   | 上映日期 | 電影名稱                                             | 演出角色                                 | 備註                                              |
| ------ | -------- | ---------------------------------------------------- | ---------------------------------------- | ------------------------------------------------- |
| 2009年 | 8月8日   | 劇場版 假面騎士Decade 全騎士 VS 大修卡               | 假面騎士W(聲演)                          | 特別出演                                          |
| 2009年 | 12月12日 | 假面騎士×假面騎士W & Decade Movie大戰2010            | 菲利普/假面騎士W(聲演)                   | 與桐山漣、井上正大一同主演                        |
| 2010年 | 8月7日   | 假面騎士W Forever A至Z/命運的Gaia Memory             | 菲利普/假面骑士W(聲演)，大道克己(少年期) | 與桐山漣雙主演                                    |
| 2010年 | 12月18日 | 假面騎士×假面騎士 OOO & W feat. Skull Movie大戰 Core | 菲利普/假面骑士W(聲演)                   |                                                   |
| 2011年 | 4月1日   | 高校出道                                             | 田村史也                                 |                                                   |
| 2011年 | 4月1日   | OOO·电王·All Riders Let's Go Kamen Riders            | 菲利普/假面骑士W(聲演)                   | 友情出演                                          |
| 2011年 | 12月10日 | 假面騎士×假面騎士 Fourze & OOO Movie大戰 Mega Max    | 菲利普/假面騎士W(聲演)                   | 友情出演                                          |
| 2012年 | 1月28日  | 麒麟之翼 〜劇場版·新参者〜                           | 吉永友之                                 |                                                   |
| 2012年 | 9月22日  | 國王和我                                             | 森尾                                     | 主演                                              |
| 2013年 | 9月7日   | 共食家族                                             | 篠垣遠馬                                 | 主演                                              |
| 2013年 | 10月12日 | 男子高中生的日常                                     | 忠邦                                     | 主演                                              |
| 2013年 | 10月12日 | 向陽處的她                                           | 奥田翔太                                 |                                                   |
| 2014年 | 4月19日  | 陽光只在這裡燦爛                                     | 大城拓兒                                 |                                                   |
| 2014年 | 5月16日  | 黑金丑島君 Part2                                     | 加賀マサル                               |                                                   |
| 2014年 | 12月27日 | 海月姫                                               | 鲤渊藏之介                               |                                                   |
| 2015年 | 1月17日  | Chocolietta                                          | 正岡正宗                                 | 主演                                              |
| 2015年 | 3月21日  | 暗殺教室                                             | 赤羽業                                   |                                                   |
| 2015年 | 5月16日  | 明烏                                                 | Naoki                                    | 主演                                              |
| 2015年 | 9月5日   | piece of cake                                        | 川谷                                     |                                                   |
| 2016年 | 1月9日   | 粉紅與灰                                             | 河田大貴，成瀬凌                         |                                                   |
| 2016年 | 3月5日   | 星之丘Wonderland                                     | 清川雄哉                                 |                                                   |
| 2016年 | 3月26日  | 暗殺教室：畢業篇                                     | 赤羽業                                   |                                                   |
| 2016年 | 5月21日  | 失序男孩                                             | 北原裕也                                 |                                                   |
| 2016年 | 6月25日  | 二重生活                                             | 鈴木卓也                                 |                                                   |
| 2016年 | 7月2日   | 瀨戶內海 （页面存档备份，存于）                      | 瀨戶小吉                                 | 與池松壯亮雙主演                                  |
| 2016年 | 10月15日 | 何者                                                 | 神谷光太郎                               |                                                   |
| 2016年 | 10月29日 | 死亡筆記本：決戰新世界                               | 紫苑優輝                                 | 與東出昌大、池松壯亮一同主演                      |
| 2016年 | 11月15日 | 溺水小刀                                             | 長谷川航一朗                             | 與小松菜奈雙主演                                  |
| 2017年 | 1月28日  | 唱吧！奇蹟！                                         | HIDE                                     | 與松坂桃李雙主演                                  |
| 2017年 | 4月29日  | 帝一之國                                             | 赤场帝一                                 | 主演                                              |
| 2017年 | 7月14日  | 銀魂                                                 | 志村新八                                 |                                                   |
| 2017年 | 10月7日  | 啊，荒野-前篇                                        | 新宿新次                                 | 與梁益準雙主演                                    |
| 2017年 | 10月21日 | 啊，荒野-後篇                                        | 新宿新次                                 | 與梁益準雙主演                                    |
| 2017年 | 11月23日 | 火花                                                 | 德永太步                                 | 與桐谷健太雙主演                                  |
| 2018年 | 4月27日  | 鄰座的怪同學                                         | 吉田春                                   | 與土屋太鳳雙主演                                  |
| 2018年 | 8月17日  | 銀魂2：規矩是為了被打破而存在的                      | 志村新八                                 |                                                   |
| 2018年 | 11月9日  | 生存便是愛                                           | 津奈木                                   |                                                   |
| 2019年 | 7月26日  | 阿基米德大戰                                         | 櫂 直                                    | 主演                                              |
| 2019年 | 9月6日   | 太郎大笨蛋                                           | 英次                                     |                                                   |
| 2020年 | 8月21日  | 糸                                                   | 高橋漣                                   | 與小松菜奈雙主演 中島美雪名曲改編                 |
| 2020年 | 10月2日  | 淺田家                                               | 小野                                     |                                                   |
| 2021年 | 1月29日  | 花束般的戀愛（香港：她和他的戀愛花期）               | 山音麥                                   | 與有村架純雙主演                                  |
| 2021年 | 6月11日  | 魔仿犯                                               | 山城圭吾                                 | 主演                                              |
| 2021年 | 8月6日   | 電影之神                                             | 剛                                       | 與澤田研二雙主演 松竹100周年紀念電影              |
| 2021年 | 10月22日 | CUBE                                                 | 後藤裕一                                 | 主演，電影翻拍自溫琴佐·納塔利導演的名作異次元殺陣 |
| 2022年 | 9月9日   | 百花                                                 | 葛西泉                                   | 與原田美枝子雙主演                                |
| 2023年 | 5月5日   | 銀河鐵道之父                                         | 宮澤賢治                                 |                                                   |
| 2023年 | 9月15日  | 勿說是推理                                           | 久能整                                   | 主演                                              |
| 2025年 | 1月17日  | 海岸村的日出日落                                     | 西尾晉作                                 | 主演                                              |

### 配音
| 年份   | 上映日期      | 電影名稱                                                | 演出角色            | 備註       |
| ------ | ------------- | ------------------------------------------------------- | ------------------- | ---------- |
| 2017年 | 8月18日       | 煙花                                                    | 島田典道            | 動畫配音   |
| 2019年 | 4月19日(日本) | 沙贊！ (電影)                                           | 「沙贊」比利·貝特森 | 日語版配音 |
| 2019年 | 8月15日       | 福井電視台開局50周年記念番組 聖職的行方～勞動改革元年～ | 旁白                | 記錄片     |
| 2020年 | 5月18日       | NHK 【ストーリーズ】事件の涙                            | 旁白                | 記錄片     |
| 2021年 | 4月30日       | 過去一直嶄新、未來總令人懷念 攝影師 森山大道            | 開場旁白            | 記錄片     |
| 2023年 | 7月14日       | 你想活出怎樣的人生                                      | 蒼鷺·鷺男           | 動畫配音   |

### 舞台劇
- 體操男孩1（日语：タンブリングVol.1）（2010年9月9日－10月4日）：飾 平野雄貴
- 體操男孩2（日语：タンブリングVol.2）（2011年5月18日－7月3日）：飾 日向勝吾，座長
- 羅密歐與朱麗葉（2012年4月29日－6月10日）：飾 Mercutio
- 羅密歐與朱麗葉（2014年8月7日－8月24日，全18公演）：飾 羅密歐，主演
- 君臣人子小命嗚呼(Rosencrantz & Guildenstern Are Dead)（2017年10月30日－11月26日，全15公演）：飾 蓋登思鄧 (與生田斗真雙主演)
- CALIGULA（2019年11月・12月）：飾 Caligula，主演

### Net Movie
- 網路版假面騎士W Forever A to Z 爆笑26連發（2010年）：飾 菲利普
- Summer Break微電影（2017年3月7日）
- niko and...微電影「カケル」（2018年9月6日）：飾 高木
- niko and...微電影「啊、春天」（2019年3月8日）
- World Party Co Ltd （页面存档备份，存于） Wpc.15週年微電影「我仍在这里」(2019年3月19日)，由染谷将太執導、菊地凛子編劇
- niko and...微電影「進化」（2020年3月5日）
- niko and...微電影「Garage Market」（2020年9月18日）

### Original Video
- 假面騎士W 超戰鬥DVD 丼的α／再見了愛的菜單（2010年）：主演 菲利普/假面騎士W(聲演)
- 假面騎士Accel（2011年4月21日）：飾 菲利普/假面騎士W(聲演)
- 假面騎士Eternal（2011年7月21日）：飾 菲利普/假面騎士W(聲演)，大道克己(少年期)

## 音樂

### 單曲
- 「見たこともない景色（未曾見過的景色）」菅田將暉（2016年12月），au新版廣告曲「au BLUE CHALLENGE」為日本足球隊應援曲目
  - 「未曾見過的景色」菅田將暉（2017年6月發售），正式以CD Solo出道
- 「ばかになっちゃったのかな（戀愛中的傻子）」菅田將暉（2017年6月發售）
- 「聲」greenboys（2017年1月24日發售），電影《奇迹~那时的普通人~（日语：キセキ ーあの日のソビトー）》
- 「道」greenboys（2017年1月24日發售），電影《奇迹~那时的普通人~（日语：キセキ ーあの日のソビトー）》
- 「奇蹟」greenboys （页面存档备份，存于）（2017年1月24日發售），電影《奇迹~那时的普通人~（日语：キセキ ーあの日のソビトー）》
- 「呼吸」菅田將暉（2017年8月30日發售），由菅田將暉本人作詞
- 「さよならエレジー（永別輓歌）」菅田將暉（2018年2月21日發售），電視劇《致命之吻》主題曲
- 「longhope·philia (願希望與你常在．朋友）」菅田將暉（2018年8月1日發售），動畫《我的英雄學院》第三季ED，兼《我的英雄學院：兩個人的英雄》主题曲
- 「まちがいさがし(找錯遊戲）（日语：まちがいさがし (菅田将暉の曲)）」菅田將暉（2019年5月14日配信），電視劇《完美世界》主題曲，由米津玄师作詞、作曲、製作
- 「虹」菅田將暉（2020年11月25日發售），電影《STAND BY ME 哆啦A夢 2》主題曲
- 「星を仰ぐ（仰望星宿）」菅田將暉（2021年2月1日配信），電視劇《與你在世界終結之日》主題曲
- 「LAST SCENE(終末光景）」菅田將暉（2021年11月24日發售），電視劇《日本沉沒-希望之人-》主題曲
- 「惑う糸（迷惑的線）」菅田将暉×Vaundy（2022年6月7日配信），NTV《news zero》新主題曲
- 「Standby」菅田将暉（2022年6月7日配信）
- 「美しい生き物（最美的生物）」菅田将暉（2023年2月15日配信）由菅田將暉本人作詞
- 「Yours」菅田将暉（2023年7月29日配信）），電視劇《最好的老師》主題曲，由菅田將暉本人作詞

### 專輯
- 「PLAY（日语：PLAY (菅田将暉のアルバム)）」菅田將暉（2018年3月21日發售）
- 「LOVE（日语：LOVE (菅田将暉のアルバム)）」菅田將暉（2019年7月10日發售），初回限定版DVD收錄專輯歌曲《四葉草》短片，由仲野太賀主演、菅田將暉本人執導
- 「COLLAGE（日语：COLLAGE (菅田将暉のアルバム)）」菅田將暉（2022年3月9日發售），收錄2020-2021年發售單曲

執導
- 「Quiet Journey (恬靜旅途）」菅田將暉（2022年10月26日先行配信，2022年11月9日發售），EP，一共收錄四首歌曲

### 合作作品
- 「灰色與青」米津玄師 + 菅田将暉（2017年11月1日），米津玄師第四張個人專輯《BOOTLEG》最後一曲
- 「淺草KID」菅田將暉 & 桐谷健太（2017年11月15日），電影《火花》主題曲
- 「只憑接吻 feat. 愛繆」菅田將暉 feat.愛繆（2019年）
- 「サントラ」Creepy Nuts & 菅田将暉（2020年7月1日）
- 「絲」菅田将暉 & 石崎ひゅーい（2020年7月17日），電影《糸》片尾曲
- 「Keep On Running」OKAMOTO'S & 菅田將暉（2020年8月7日）
- 「星期天派來的使者」Creepy Nuts & 菅田將暉（2020年8月26日）
- 「謝謝神樣」菅田將暉x中村倫也（2020年8月28日）
- 「うたかた歌」RADWIMPS feat.菅田將暉（2021年），電影《電影之神》主題曲
- 「あいもかわらず」石崎ひゅーいx菅田将暉（2022年8月2日配信）

## 廣播
- 「菅田將暉的All Night Nippon GOLD」(2017年2月10日(五)22-24時，日本放送)
- 「菅田將暉的All Night Nippon（日语：菅田将暉のオールナイトニッポン）」(2017年4月3日開始每週一25:00-27:00，2022年4月4日結束，日本放送)
- 全國民放廣播101局特別節目「福山雅治‧菅田將暉的WE LOVE RADIO!」(2018年3月21日(三)，全國民放廣播101局)
- All Night Nippon 50周年特別連續劇「明るい夜に出かけて」(2018年4月16日(一)，日本放送)
- NHK‧民放廣播101局特別節目「今日は一日「民放ラジオ番組」三昧～#這個音樂節目真不得了」(2019年5月6日(一)，全國民放廣播101局)

## PV
- 送給朋友的歌／Sonar Pocket（日语：Sonar Pocket）（2009年）
- W-B-X 〜W Boiled Extreme〜（日语：W-B-X 〜W Boiled Extreme〜）／上木彩矢 w TAKUYA（日语：TAKUYA） （2009年）：飾 菲利普
- Nobody's Perfect（日语：Nobody's Perfect）／鳴海荘吉（吉川晃司）（2010年）：飾 菲利普
- 灰色と青／米津玄師+菅田將暉（2017年11月1日）
- 終止符（日语：ピリオド）／石崎HUWIE（日语：石崎ひゅーい）（2018年3月28日）
- Dancing Boy／OKAMOTO'S（日语：OKAMOTO'S）（2019年4月27日）
- なつみ／Wasureranneyo（日语：忘れらんねえよ）（2019年12月26日）
- Cube／星野源（2021年10月20日）
- 瞬き(一瞬間）/ Vaundy(2022年9月9日）

## 寫真書
- SudaMasaKISS（日语：スダマサキッス）（2010年7月23日）
- DA-SU（2011年7月1日）
- 20＋1（2014年2月21日）
- 菅田將暉10週年anniversary book（2019年2月21日）
- 服裝史（2022年3月25日）記錄菅田自身服裝歷史的書籍，主視覺由永山瑛太拍攝

## 代言
- すき家「初恋の味」(2011年)
- 日本運動振興中心(JSC)「BIG最高10億円くじ」(2015年1月)
- YAMAHA機車「YAMAHA TRICITY」(2015年3月)與大島優子
- KDDI au「三太郎系列」(2015年9月 - )：飾 小鬼醬
- Recruit「Hot pepper beauty（日语：ホットペッパービューティー）」(2015年9月 -)
- Cygames「granbluefantasy 碧藍幻想」(2015年12月 -)
- 郡是株式會社「BODY WILD」(2016年1月 -)
- 花王「Men's Biore」(2016年3月 -)
- 可口可樂「Fanta」(2016年4月 - 2019年3月)
- 吉野家(2016年6月 -)：飾 修二
- 住友生命保険「1UP」(2016年)：飾 上野一
- 森永製菓「DARS （页面存档备份，存于）」(2016年12月 -)
- niko and...(2018年3月 -)與小松菜奈
- TOYOTA「COROLLA SPORTS」(2018年6月)與中條彩未
- 朝日啤酒「Asahi super dry 瞬冷辛口啤酒」(2018年7月)
- 可口可樂「可口可樂」(2019年3月 -)
- Samsonite (2019年4月 -)
- 花王「Attack ZERO洗衣精」(2019年4月 -)
- JOYSOUND（日语：JOYSOUND） (2019年6月 -)
- 株式会社エフアンドエム「officestation （页面存档备份，存于）」(2019年9月 -)
- 朝日啤酒「Asahi super dry」(2019年11月 -)
- KINTO (2020年4月 -)
- TOYOTA「COROLLA TOURING」(2020年8月)
- Mister Donut (2020年9月-)
- MIKIMOTO「PASSIONOIR」(2021年12月)
- Levi's「Levi’s Men’s Basic」(2022年3月)
- 日本環球影城 品牌大使(2022年3月)
- 朝日啤酒「WILKINSON TANSAN」(2022年4月)

## 出演節目
- 嵐的大運動會 (2011年3月3日，CX)教我愛的一切劇組
  - 嵐的大運動會 (2013年10月10日，CX)向陽處的她劇組
  - 嵐的大運動會 (2015年3月19日，CX)暗殺教室劇組
  - 嵐的大運動會 (2017年1月19日，CX)奇蹟劇組
  - 嵐的大運動會 BABA嵐 抽鬼牌最弱王決定戰 2時間SP (2017年4月13日，CX)
  - 嵐的大運動會 (2017年4月27日，CX)帝一劇組
  - 嵐的大運動會 VS10周年紀念 春季2時間SP (2018年4月12日，CX)
  - 嵐的大運動會 (2020年4月23日，CX)系劇組
- 天使的美容室 (2011年5月16日)
- 絕對不許剩下! (2013-2014年12月23日)
- 猜謎提問解答! (2013年8月19日)
- 閑聊007 (2013年9月2日)
  - 閑聊007 (2015年5月18日)
  - 閑聊007-2小時SP (2016年12月5日，NTV)
  - 閑聊007 (2017年10月30日)
  - 閑聊007 (2019年1月2日)
  - 閑聊007 (2019年7月15日)
- 王樣購物達人 (2013年10月5日)
- ザ！世界仰天ニュース(2014年1月29日)
  - ザ！世界仰天ニュース2時間SP(2017年5月2日)
- 鶴瓶的SUJINASHI (2014年5月14日，TBS)
- 新-是廚房喲! (2014年5月24日)
- 櫻井有吉危險夜會 (2014年12月18日)
  - 櫻井有吉危險夜會 (2015年5月14日)
  - 櫻井有吉危險夜會 (2016年11月3日)
  - 櫻井有吉危險夜會 (2018年4月26日)
  - 櫻井有吉危險夜會 (2019年7月18日)
- Banana man的決斷就在週五! (2015年3月13日)
- Tokioカケル(2015年3月18日，CX)
  - TOKIOカケル (2017年1月18日，CX)
- 真假TV (2015年3月18日，CX)
  - 真假TV 聖誕特輯 (2015年12月23日)
- 有吉的超限定調查 (2015年5月8日)
- 灑落主義 (2015年6月21日)
- 為鶴瓶家族乾杯~菅田將暉 長崎縣長崎市 前後篇 (2015年7月6日.13日)
- 誰都不知道的明石家秋刀魚真相揭露 3小時SP (2015年11月22日)
- 食嫌對決 (2015年12月17日)
- 今夜比一比 (2016年1月5日)
  - 今夜比一比 元旦SP (2019年1月23日)
- A-studio (2016年1月8日)
- 秋刀魚雜談 (2016年1月10日)
- 我們的時代 (2016年1月10日)
- SMAP×SMAP (2016年1月11日)
- 映畫「暗殺教室～卒業編～」公開記念!山田涼介&菅田將暉社會科見學 (2016年3月14日-17日，CX)
- 情熱大陸 (2016年3月20日)
- 第25回草剪剛加油大賞 (2016年4月4日)情歌番組
- SmaSTATION (2016年4月9日)
- 痛快TV (2016年4月25日)
  - 痛快TV (2017年4月24日，CX)
- SMAPxSMAP 境界線QUIZ復活SP (2016年4月25日)
- 美食冤大頭 (2016年5月12日)
  - 美食冤大頭 (2017年1月26日)
  - 美食冤大頭 (2018年8月30日)
- Downtown Now (2016年5月13日)
- SWITCH Interview 達人們 (2016年6月18日)
- 國王的早午餐 (2016年7月9日)
- Zoom in saturday (2016年10月15日，NTV)
- 世界第一想上的課 (2016年10月22日)
  - 世界第一想上的課 (2017年4月29日，NTV)
  - 世界第一想上的課 (2018年4月28日)
  - 世界第一想上的課 2小時SP (2019年7月27日)
- 林先生が驚く初耳学 (2016年11月6日)
- 全力！脫力時間 (2016年11月11日)
- 交給嵐吧 元旦SP (2017年1月1日，NTV)
  - 交給嵐吧 3小時SP (2017年10月14日，NTV)
- 秋刀魚‧玉緒的新年礼物 實現你的夢想SP (2017年1月9日，TBS)
- 行列のできる法律諮詢事務所 (2015年12月13日，NTV)
  - 行列のできる法律諮詢事務所 (2017年1月15日)
  - 行列のできる法律諮詢事務所 (2017年7月30日)
  - 行列のできる法律諮詢事務所 (2019年1月6日)
  - 行列のできる法律諮詢事務所 (2019年1月13日)
  - 行列のできる法律諮詢事務所 (2019年7月14日)
- Monitoring人類觀察with松坂桃李 (2017年1月19日)
  - Monitoring人類觀察 (2017年7月6日)
- MUSIC STATION 2小時SP (2017年1月20日，EX)奇蹟番組
  - MUSIC STATION (2017年6月2日，EX)直播
    - MUSIC STATION SUPER LIVE 2018 (2018年12月21日，EX)
- 美男壞壞我好愛（日语：キスマイBUSAIKU！？） (2017年4月17日，CX)
  - 美男壞壞我好愛（日语：キスマイBUSAIKU！？） (2017年4月24日，CX)
- Nep League (2017年4月24日，CX)
- 1億人的大質問 (2017年4月26日，NTV)
  - 1億人的大質問 (2018年4月25日)
  - 1億人的大質問 (2019年7月17日)
- 笑神大人突然降臨 GW2時間SP (2017年5月1日，NTV)
- 我們這麼吵鬧真是抱歉! (2017年5月2日，NTV)
  - 我們這麼吵鬧真是抱歉! (2019年7月2日)
- mynavi GirlsAward 2017 Spring/Summer (2017年5月3日，Line live)
- 星期二的驚喜（2017年5月9日）
  - 星期二的驚喜（2017年8月8日）
  - 星期二的驚喜 (2018年1月23日) with山崎賢人
  - 星期二的驚喜 (2019年7月23日)
- LOVE LOVE あいしてる 睽違16年復活SP (2017年7月21日，CX)
- 菅田將暉TV (2018年12月15日，NHK BS Premium)
- KIBO宇宙放送局開局特番～WE ARE KIBO CREW～ (2020年8月12日-)

## 外部連結
- 菅田将暉｜SUDA MASAKI MUSIC OFFICIAL （页面存档备份，存于）
- 菅田将暉｜ソニーミュージック オフィシャルサイト （页面存档备份，存于）
- 菅田將暉的X（前Twitter）
- 菅田将暉 （页面存档备份，存于）（菅田将晖_SUDA）- weibo
- 菅田将暉 音楽STAFF公式的X（前Twitter）

| 前任： 井上正大 （假面騎士DECADE） | 日本假面騎士系列主騎士演員 假面騎士W 2009年9月6日－2010年8月29日 （同期：桐山漣） | 繼任： 渡部秀 （假面騎士OOO） |